# Nicole Ari Parker
Pour les articles homonymes, voir Parker.
Nicole Ari Parker Kodjoe, née le 7 octobre 1970 à Baltimore dans le Maryland, est un mannequin et une actrice américaine connue également sous le nom de Nikki Kodjoe.

## Biographie

### Jeunesse et formation
Nicole Parker grandit dans la région de Baltimore, aux États-Unis. Elle est la fille unique de  Donald Parker, un dentiste, et de Susan Parker, une professionnelle de la santé. elle est d'ascendance afro-américaine et cherokee. Après avoir été inscrite dans une école Montessori, elle suit ses études secondaires à la Roland Park Country School (en), un établissement où il n'y a que des filles et où elle est la seule Afro-Américaine. Elle s'y fait remarquer par son exubérance naturelle et son personnage de clown de classe, elle entre également dans le club de théâtre de son école. 
À l'âge de dix-sept ans, elle remporte le prix de la meilleure actrice dans le concours inter High-Schools (équivalent approximatif de nos lycées) de l'État du Maryland. 
Après ses études secondaires, elle rejoint la troupe du Washington Ballet (en), et elle est admise à la Tisch School of the Arts de l'Université de New York, elle en sort diplômée en 1993,.

### Carrière

#### Débuts et percée
Avant de percer dans le cinéma, elle va faire divers jobs alimentaires et accepter des petits rôles, comme en 1995, dans le téléfilm dramatique The Incredibly True Adventure of Two Girls in Love de la réalisatrice canadienne Anne Wheeler avec Melanie Mayron, Ja'net DuBois et Mykelti Williamson. La même année, elle est aussi à l'affiche de l'oeuvre engagée Stonewall avec Guillermo Díaz. 
Elle se fait connaitre, en 1997, par son interprétation du rôle de Beckie Barnett dans le film Boogie Nights de Paul Thomas Anderson, qui traite du monde de la pornographie.
L'année suivante, elle est à l'affiche du thriller dramatique Spark porté par Terrence Howard, une production qui se fait remarquer lors de festivals du cinéma indépendant. Puis, elle joue dans le film dramatique The Adventures of Sebastian Cole de Tod Williams, qui est lauréat lors du Festival du film de Sundance.  
En 1999, elle poursuit avec 200 Cigarettes aux côtés de Casey Affleck et Ben Affleck. Malgré ces prestations remarquées, elle peine à obtenir des rôles de premier plan. C'est ainsi qu'en parallèle, elle continue à cumuler les petits boulots et se tourne, progressivement, vers le théâtre.  
Bien qu'elle donne la réplique à Denzel Washington et Ryan Gosling dans la production à succès de Walt Disney Pictures, Le Plus Beau des combats, c'est à la télévision qu'elle finit par réellement percer et se faire connaître auprès d'un plus large public. 
En effet, elle est choisie par Showtime afin d'incarner l'un des premiers rôles de la série Soul Food. Elle joue pendant cinq saisons, le rôle de Teri, l’aînée d'une famille afro-américaine de Chicago. Ce rôle lui permet de prétendre au NAACP Image Awards de meilleure actrice dans une série télévisée dramatique, à chaque saisons.  
En 2002, elle connait aussi le succès en jouant dans la comédie romantique réalisée par Rick Famuyiwa, Brown Sugar avec Taye Diggs et Sanaa Lathan,.

#### Seconds rôles et télévision
En 2009, elle accepte un rôle secondaire dans la comédie dramatique Dans ses rêves menée par Eddie Murphy qui est réalisée par Karey Kirkpatrick,.

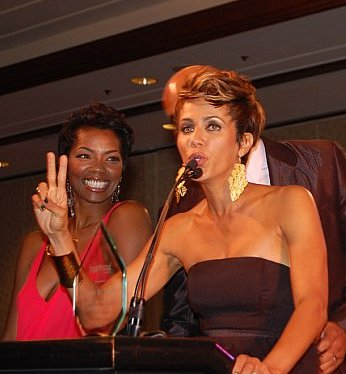
Nicole Ari-Parker aux côtés de l'actrice Vanessa A. Williams, en 2011.

En 2011, elle est l'un des premiers rôles d'une production afro-américaine 35 and Ticking aux côtés de Tamala Jones, Kevin Hart, Meagan Good, Mike Epps, Keith Robinson et Jill Marie Jones. 
En 2012 : elle joue dans la pièce de théâtre Un tramway nommé Désir de Tennessee Williams au  Broadhurst Theatre à Manhattan, où elle tient le rôle de Blanche Du Bois,,.
En 2014, elle tient le rôle de la procureure Jacqueline Perez dans la première saison de la série télévisée First Murder de Steven Bochco et Eric Lodal (en),,.
En 2015, elle est co-productrice et présentatrice d'un talk-show avec son mari Boris Kodjoe,. La même année, elle apparaît dans un clip vidéo de Willow Smith dans lequel elle joue sa mère.   
L'année suivante, elle est choisie par ABC afin d'incarner un rôle régulier dans la série Time After Time, adaptée du film et du roman, à la suite du licenciement de Regina Taylor. Cependant, les audiences sont très insuffisantes et le programme est rapidement arrêté.  
Elle rebondit rapidement en rejoignant la distribution récurrente, puis principale, de la série musicale à succès de la FOX, Empire. Elle y incarne la femme du personnage joué par Forest Whitaker. Puis, elle poursuit ses apparitions en tant que guest-star comme dans la série Younger avec Hilary Duff.

### Engagements
En 2009, elle crée avec son époux Boris Kodjoe la Sophie’s Voice Foundation, qui a pour but de soutenir et d'accompagner financièrement et moralement les personnes atteintes de spina bifida et leur famille, et d'informer le public sur la nature de cette malformation invalidante. Ils ont nommé la fondation en l'honneur de leur fille SophieTei-Naaki Lee Kodjoe atteinte par la spina bifida,,.

### Vie privée
En mars 2001, elle épouse l'acteur Joseph Falasca, ils divorcent en 2002 après huit mois de vie commune,.
Le 21 mai 2005, elle épouse à Gundelfingen (Bade-Wurtemberg) en Allemagne Boris Kodjoe, son partenaire au sein de la série Soul Food et du film Brown Sugar,,. Leur premier enfant, Sophie Tei-Naaki Lee Kodjoe est née le 5 mars 2005, atteinte de spina bifida. Leur second enfant, un garçon se prénommant Nicolas Neruda Kodjoe, est né le 31 octobre 2006 à Atlanta. Lors du gala DesignCare 2023, Nicole et Boris ont reçu le prix Muhammad Ali Trailblazer pour leurs engagements humanitaires.
Nicole et sa famille sont membres de la Cascade United Methodist Church d'Atlanta,.
Nicole s'identifie à la communauté afro-américaine.
Elle est membre active du Parti Démocrate.

## Filmographie

### Cinéma

#### Court métrage
- 1999 : Mirar Mirror de Stacey Holman : Denise Scott

#### Longs métrages
- 1995 : The Incredibly True Adventure of Two Girls in Love de ˞Maria Maggenti : Evie Roy[37]
- 1995 : Stonewall de Nigel Finch : la femme officier
- 1997 : The End of Violence de Wim Wenders : Ade
- 1997 : Boogie Nights de Paul Thomas Anderson : Becky Barnett
- 1998 : The Adventures of Sebastian Cole de Tod Williams : Infirmière Jenny
- 1998 : Spark (en) de Garret Williams : Nina
- 1999 : 200 Cigarettes de Risa Bramon Garcia : Bridget
- 1999 : Une carte du monde (A Map of the World) de Scott Elliott : Sherry
- 1999 : Flic de haut vol (Blue Streak) de Les Mayfield : Melissa Green
- 1999 : Mute Love de Patrice Mallard : Mavis
- 1999 : Loving Jezebel de Kwyn Bader : Frances
- 1999 : New York Aria (Harlem Aria) de William Jennings : Clarisse
- 2000 : Le Plus Beau des combats (Remember the Titans) de Boaz Yakin : Carol Boone
- 2000 : Dancing in September de Reggie Rock Bythewood : Tomasina 'Tommy' Crawford
- 2002 : Brown Sugar de Rick Famuyiwa : Reese Marie Wiggam Ellis
- 2005 : Un plan béton (King's Ransom) de Jeff W. Byrd : Angela Drake
- 2008 : Le Retour de Roscoe Jenkins (Welcome Home, Roscoe Jenkins) de Malcolm D. Lee : Lucinda
- 2009 : Black Dynamite de Scott Sanders : Mahogany Black
- 2009 : Dans ses rêves (Imagine That) de Karey Kirkpatrick : Tricia Danielson
- 2011 : Pastor Brown de Rockmond Dunbar : Tonya Copeland Brown
- 2011 : 35 and Ticking de Russ Parr : Zenobia
- 2013 : Repentance de Philippe Caland : Sophie Sanchez
- 2016 : Almost Christmas de David E. Talbert : Sonya
- 2018 : How It Ends de David M. Rosenthal : Paula Sutherland
- 2020 : HeadShop de Kim Bass : LaTrice

### Télévision

#### Séries télévisées
- 1999 - 2000 : Cosby : Rebecca
- 2000 - 2004 : Soul Food : Teri Joseph
- 2002 : Les Experts : Lillie Ivers
- 2003 : The System : Linda Evans
- 2004 : All of Us : Traci Garrison
- 2004 - 2005 : Second Time Around : Ryan Muse
- 2010 : The Deep End (en) : Susan Oppenheim
- 2011 : Let's Stay Together : Renee
- 2013 : Revolution : Justine Allenford
- 2014 : First Murder : Jacqueline Perez
- 2015 - 2016 : Rosewood : Kat
- 2017 : Time After Time : Vanessa Anders
- 2017 - 2019 : Empire : Giselle Sims-Barker
- 2018 : I'm Dying Up Here : Gloria
- 2018 : The Romanoffs : Cheryl Gowans
- 2019 : Star : Giselle Simms
- 2019 : Younger : Beth
- 2020 - 2021 : Chicago Police Department : Samantha Miller
- 2021–2025 : And Just Like That... : Lisa Todd Wexley

#### Téléfilms
- 1993 : Other Women's Children de Anne Wheeler : Marcelle
- 1995 : Divas de Thomas Carter : Stephanie
- 1996 : L'étoile de Harlem (Rebound : The Legend of Earl) d'Eriq La Salle : Wanda
- 1998 : Le Retour de l'inspecteur Logan (Exiled) de Jean de Segonzac : Georgeanne Taylor
- 1999 : Partie truquée (Mind Prey) de D.J. Caruso : Weather Karkinnon
- 2000 : The Loretta Claiborne Story de Lee Grant : Christine Claiborne
- 2011 : Big Mike de Paris Barclay : Grace Peterson
- 2013 : Secret Lives of Husbands and Wives de Mark Pellington : Paula Cooke
- 2017 : Downsized de Rhonda Baraka : Ebony (également productrice exécutive)

### En tant que productrice
- 2015 : The Boris & Nicole Show (talk-show[19])

## Distinctions
Sauf indication contraire ou complémentaire, les informations mentionnées dans cette section proviennent de la base de données IMDb.

### Récompenses
- Florida Film Critics Circle 1998 : meilleure distribution pour Boogie Nights[38]
- Urbanworld Film Festival 1999 : Special Award

### Nominations
- 4e cérémonie des Screen Actors Guild Awards 1998 : meilleure distribution pour Boogie Nights[38]
- NAACP Image Awards 2001 :
  - meilleure actrice dans un second rôle pour Le plus beau des combats
  - meilleure actrice dans une série télévisée dramatique pour Soul Food
- Black Reel Awards 2002 : meilleure actrice pour Dancing in September
- NAACP Image Awards 2002 : meilleure actrice dans une série télévisée dramatique pour Soul Food
- BET Awards 2003 :
  - meilleure actrice pour Sould Food
  - meilleure actrice pour Brown Sugar
- NAACP Image Awards 2003 :
  - meilleure actrice dans une série télévisée dramatique pour Soul Food
  - meilleure actrice dans un second rôle pour Brown Sugar
- NAACP Image Awards 2004 : meilleure actrice dans une série télévisée dramatique pour Soul Food
- NAACP Image Awards 2005 : meilleure actrice dans une série télévisée dramatique pour Soul Food
- Black Reel Awards 2014 : meilleure actrice dans un second rôle dans une mini-série ou un téléfilm pour Pastor Brown